# Razzie Award för sämsta manus
Nedan följer en lista över vinnare och nominerade av en Razzie Award för Sämsta manus, (Golden Raspberry Award for Worst Screenplay), och priset har delats ut i den här kategorin sedan den allra första galan.
Vinnare presenteras överst i fetstil och gul färg. Året avser det år som personerna vann för, varpå de vann på galan året därpå.

## 1980-talet
| År                                 | Film                                                              | Manusörfattare                         |
| 1980 (1:a)                         |                                                                   |                                        |
| ---------------------------------- | ----------------------------------------------------------------- | -------------------------------------- |
| 1980 (1:a)                         | Can't Stop the Music                                              | Bronte Woodard och Allan Carr          |
| 1980 (1:a)                         | A Change of Seasons                                               | Erich Segal, Ronni Kern och Fred Segal |
| 1980 (1:a)                         | Cruising                                                          | William Friedkin                       |
| 1980 (1:a)                         | The Formula                                                       | Steve Shagan                           |
| 1980 (1:a)                         | It's My Turn                                                      | Eleanor Bergstein                      |
| 1980 (1:a)                         | Middle Age Crazy                                                  | Carl Kleinschmidt                      |
| 1980 (1:a)                         | Raise the Titanic                                                 | Adam Kennedy och Eric Hughes           |
| 1980 (1:a)                         | Touched by Love                                                   | Hesper Anderson                        |
| 1980 (1:a)                         | Windows                                                           | Barry Siegel                           |
| 1980 (1:a)                         | Xanadu                                                            | Richard C. Danus och Marc C. Rubel     |
| 1981 (2:a)                         |                                                                   |                                        |
| Mommie Dearest                     | Frank Yablans, Frank Perry, Tracy Hotchner och Robert Getchell    |                                        |
| Endless Love                       | Judith Rascoe                                                     |                                        |
| Heaven's Gate                      | Michael Cimino                                                    |                                        |
| S.O.B.                             | Blake Edwards                                                     |                                        |
| Tarzan, apmannen                   | Tom Rowe och Gary Goddard                                         |                                        |
| 1982 (3:e)                         |                                                                   |                                        |
| Inchon                             | Robin Moore och Laird Koenig                                      |                                        |
| Annie                              | Carol Sobieski                                                    |                                        |
| Butterfly                          | John Goff och Matt Cimber                                         |                                        |
| The Pirate Movie                   | Trevor Farrant                                                    |                                        |
| Yes, Giorgio                       | Norman Steinberg                                                  |                                        |
| 1983 (4:e)                         |                                                                   |                                        |
| The Lonely Lady                    | John Kershaw och Shawn Randall                                    |                                        |
| Flashdance                         | Tom Hedley och Joe Eszterhas                                      |                                        |
| Hercules                           | Luigi Cozzi                                                       |                                        |
| Hajen 3-D                          | Richard Matheson, Carl Gottlieb och Guerdon Trueblood             |                                        |
| Two of a Kind                      | John Herzfeld                                                     |                                        |
| 1984 (5:e)                         |                                                                   |                                        |
| Bolero                             | John Derek                                                        |                                        |
| Cannonball Run II                  | Harvey Miller, Hal Needham och Albert S. Ruddy                    |                                        |
| Rhinestone                         | Phil Alden Robinson och Sylvester Stallone                        |                                        |
| Sheena                             | David Newman, Lorenzo Semple Jr. och Leslie Stevens               |                                        |
| Where the Boys Are '84             | Stu Krieger och Jeff Burkhart                                     |                                        |
| 1985 (6:e)                         |                                                                   |                                        |
| Rambo – First Blood II             | Sylvester Stallone, James Cameron och Kevin Jarre                 |                                        |
| Fever Pitch                        | Richard Brooks                                                    |                                        |
| Perfect                            | Aaron Latham och James Bridges                                    |                                        |
| Rocky IV                           | Sylvester Stallone                                                |                                        |
| Year of the Dragon                 | Oliver Stone och Michael Cimino                                   |                                        |
| 1986 (7:e)                         |                                                                   |                                        |
| Ingen plockar Howard               | Willard Huyck och Gloria Katz                                     |                                        |
| Cobra                              | Sylvester Stallone                                                |                                        |
| 9½ Weeks                           | Patricia Louisiana Knop, Zalman King och Sarah Kernochan          |                                        |
| Shanghai Surprise                  | John Kohn och Robert Bentley                                      |                                        |
| Under the Cherry Moon              | Becky Johnston                                                    |                                        |
| 1987 (8:e)                         |                                                                   |                                        |
| Leonard Part 6                     | Jonathan Reynolds och Bill Cosby                                  |                                        |
| Ishtar                             | Elaine May                                                        |                                        |
| Hajen 4                            | Michael deGuzma                                                   |                                        |
| Tough Guys Don't Dance             | Norman Mailer                                                     |                                        |
| Who's That Girl                    | Andrew Smith och Ken Finkleman                                    |                                        |
| 1988 (9:e)                         |                                                                   |                                        |
| Cocktail                           | Heywood Gould                                                     |                                        |
| I full galopp                      | Steven Neigher, Hugo Gilbert och Charlie Peters                   |                                        |
| Mac and Me                         | Stewart Raffill och Steve Feke                                    |                                        |
| Rambo III                          | Sylvester Stallone och Sheldon Lettich                            |                                        |
| Willow                             | Bob Dolman och George Lucas                                       |                                        |
| 1989 (10:e)                        |                                                                   |                                        |
| Harlem Nights                      | Eddie Murphy                                                      |                                        |
| The Karate Kid, Part III           | Robert Mark Kamen                                                 |                                        |
| Road House                         | David Lee Henry och Hilary Henkin                                 |                                        |
| Star Trek V - Den yttersta gränsen | David Loughery, William Shatner, Harve Bennett och David Loughery |                                        |
| Tango & Cash                       | Randy Feldman                                                     |                                        |

## 1990-talet
| År                                        | Film                                                                                                | Manusörfattare                              |
| 1990 (11:e)                               | |                                             |
| ----------------------------------------- | --------------------------------------------------------------------------------------------------- | ------------------------------------------- |
| 1990 (11:e)                               | The Adventures of Ford Fairlane                                                                     | Daniel Waters, James Cappe och David Arnott |
| 1990 (11:e)                               | Fåfängans fyrverkeri                                                                                | Michael Cristofer                           |
| 1990 (11:e)                               | En gång till älskling                                                                               | John Derek                                  |
| 1990 (11:e)                               | Graffiti Bridge                                                                                     | Prince                                      |
| 1990 (11:e)                               | Rocky V                                                                                             | Sylvester Stallone                          |
| 1991 (12:e)                               | |                                             |
| Höken är lös                              | Steven E. de Souza, Daniel Waters, Bruce Willis och Robert Kraft                                    |                                             |
| Cool as Ice                               | David Stenn                                                                                         |                                             |
| Dice Rules                                | Andrew Dice Clay och Lenny Schulman                                                                 |                                             |
| Nothing but Trouble                       | Dan Aykroyd och Peter Aykroyd                                                                       |                                             |
| Return to the Blue Lagoon                 | Leslie Stevens                                                                                      |                                             |
| 1992 (13:e)                               | |                                             |
| Stopp! Annars skjuter morsan skarpt       | Blake Snyder, William Osborne och William Davies                                                    |                                             |
| Bodyguard                                 | Lawrence Kasdan                                                                                     |                                             |
| Christopher Columbus: The Discovery       | John Briley, Cary Bates och Mario Puzo                                                              |                                             |
| Final Analysis                            | Wesley Strick, Robert H. Berger och Wesley Strick                                                   |                                             |
| I örnens klor                             | David Seltzer                                                                                       |                                             |
| 1993 (14:e)                               | |                                             |
| Ett oanständigt förslag                   | Amy Holden Jones                                                                                    |                                             |
| Älska till döds                           | Brad Mirman                                                                                         |                                             |
| Cliffhanger                               | Michael France, Sylvester Stallone och John Long                                                    |                                             |
| Den siste actionhjälten                   | Shane Black, David Arnott, Zak Penn och Adam Leff                                                   |                                             |
| Sliver                                    | Joe Eszterhas                                                                                       |                                             |
| 1994 (15:e)                               | |                                             |
| The Flintstones                           | Steven E. de Souza, Tom S. Parker, Jim Jennewein och ändlösa andra författare                       |                                             |
| Color of Night                            | Matthew Chapman och Billy Ray                                                                       |                                             |
| Milk Money                                | John Mattson                                                                                        |                                             |
| Snacka om rackartyg                       | Alan Zweibel och Andrew Sheinman                                                                    |                                             |
| På farlig mark                            | Ed Horowitz och Rubin Russin                                                                        |                                             |
| 1995 (16:e)                               | |                                             |
| Showgirls                                 | Joe Eszterhas                                                                                       |                                             |
| Congo                                     | John Patrick Shanley                                                                                |                                             |
| It's Pat: The Movie                       | Jim Emerson, Stephen Hibbert och Julia Sweeney                                                      |                                             |
| Jade                                      | Joe Eszterhas                                                                                       |                                             |
| Passionens pris                           | Douglas Day Stewart                                                                                 |                                             |
| 1996 (17:e)                               | |                                             |
| Striptease                                | Andrew Bergman                                                                                      |                                             |
| Barb Wire                                 | Chuck Pfarrer och Ilene Chaiken                                                                     |                                             |
| Ed                                        | David Mickey Evans, Ken Richards och Janus Cercone                                                  |                                             |
| The Island of Dr. Moreau                  | Richard Stanley och Ron Hutchinson                                                                  |                                             |
| The Stupids                               | Brent Forrester                                                                                     |                                             |
| 1997 (18:e)                               | |                                             |
| The Postman – budbäraren                  | Eric Roth och Brian Helgeland                                                                       |                                             |
| Anaconda                                  | Hans Bauer, Jim Cash och Jack Epps, Jr.                                                             |                                             |
| Batman & Robin                            | Akiva Goldsman                                                                                      |                                             |
| The Lost World: Jurassic Park             | David Koepp                                                                                         |                                             |
| Speed 2: Cruise Control                   | Randall McCormick, Jeff Nathanson och Jan de Bont                                                   |                                             |
| 1998 (19:e)                               | |                                             |
| An Alan Smithee Film: Burn Hollywood Burn | Joe Eszterhas                                                                                       |                                             |
| Armageddon                                | Jonathan Hensleigh, J.J. Abrams, Robert Roy Pool, Jonathan Hensleigh, Tony Gilroy och Shane Salerno |                                             |
| The Avengers                              | Don MacPherson                                                                                      |                                             |
| Godzilla                                  | Dean Devlin, Roland Emmerich, Ted Elliot och Terry Rossio                                           |                                             |
| Spice World                               | Kim Fuller                                                                                          |                                             |
| 1999 (20:e)                               | |                                             |
| Wild Wild West                            | Jim Thomas, John Thomas, S. S. Wilson, Brent Maddock, Jeffrey Price och Peter S. Seaman             |                                             |
| Big Daddy                                 | Steve Franks, Tim Herlihy och Adam Sandler                                                          |                                             |
| The Haunting                              | David Self                                                                                          |                                             |
| The Mod Squad                             | Stephen T. Kay, Scott Silver och Kate Lanier                                                        |                                             |
| Star Wars: Episod I – Det mörka hotet     | George Lucas                                                                                        |                                             |

## 2000-talet
| År                                                            | Film                                                                                               | Manusörfattare                                               |
| 2000 (21:a)                                                   | |                                                              |
| ------------------------------------------------------------- | -------------------------------------------------------------------------------------------------- | ------------------------------------------------------------ |
| 2000 (21:a)                                                   | Battlefield Earth                                                                                  | Corey Mandell och J.D. Shapiro                               |
| 2000 (21:a)                                                   | Blair Witch 2                                                                                      | Daniel Myrick, Eduardo Sánchez, Dick Beebe och Joe Berlinger |
| 2000 (21:a)                                                   | Grinchen – julen är stulen                                                                         | Jeffrey Price och Peter S. Seaman                            |
| 2000 (21:a)                                                   | Little Nicky                                                                                       | Tim Herlihy, Adam Sandler och Steven Brill                   |
| 2000 (21:a)                                                   | Det näst bästa                                                                                     | Tom Ropelewski                                               |
| 2001 (22:a)                                                   | |                                                              |
| Freddy Got Fingered                                           | Tom Green och Derek Harvie                                                                         |                                                              |
| Driven                                                        | Sylvester Stallone, Jan Skrentny och Neal Tabachnick                                               |                                                              |
| Glitter                                                       | Kate Lanier och Cheryl L. West                                                                     |                                                              |
| Pearl Harbor                                                  | Randall Wallace                                                                                    |                                                              |
| 3000 Miles to Graceland                                       | Richard Recco och Demian Lichtenstein                                                              |                                                              |
| 2002 (23:e)                                                   | |                                                              |
| Star Wars: Episod II – Klonerna anfaller                      | George Lucas och Jonathan Hales                                                                    |                                                              |
| The Adventures of Pluto Nash                                  | Neil Cuthbert                                                                                      |                                                              |
| Crossroads                                                    | Shonda Rhimes                                                                                      |                                                              |
| Pinocchio                                                     | Vincenzo Cerami och Roberto Benigni                                                                |                                                              |
| Swept Away                                                    | Guy Ritchie                                                                                        |                                                              |
| 2003 (24:e)                                                   | |                                                              |
| Gigli                                                         | Martin Brest                                                                                       |                                                              |
| Katten                                                        | Alec Berg, David Mandel och Jeff Schaffer                                                          |                                                              |
| Charlies änglar - Utan hämningar                              | John August, Marianne Wibberley och Cormac Wibberley                                               |                                                              |
| Dum och ännu dummare                                          | Robert Brener och Troy Miller                                                                      |                                                              |
| From Justin to Kelly                                          | Kim Fuller                                                                                         |                                                              |
| 2004 (25:e)                                                   | |                                                              |
| Catwoman                                                      | Theresa Rebeck, John Brancato, Michael Ferris och John Rogers                                      |                                                              |
| Alexander                                                     | Oliver Stone, Christopher Kyle och Laeta Kalogridis                                                |                                                              |
| Superbabies: Baby Geniuses 2                                  | Steven Paul och Gregory Poppen                                                                     |                                                              |
| Surviving Christmas                                           | Deborah Kaplan, Harry Elfont, Jeffrey Ventimilia och Joshua Sternin                                |                                                              |
| White Chicks                                                  | Keenen Ivory, Shawn och Marlon Wayans samt Andy McElfresh, Michael Anthony Snowden och Xavier Cook |                                                              |
| 2005 (26:e)                                                   | |                                                              |
| Dirty Love                                                    | Jenny McCarthy                                                                                     |                                                              |
| En förtrollad romans                                          | Nora Ephron, Delia Ephron och Adam McKay                                                           |                                                              |
| Deuce Bigalow: European Gigolo                                | Rob Schneider, David Garrett och Jason Ward                                                        |                                                              |
| The Dukes of Hazzard                                          | John O'Brien                                                                                       |                                                              |
| Maskens återkomst                                             | Lance Khazei                                                                                       |                                                              |
| 2006 (27:e)                                                   | |                                                              |
| Basic Instinct 2                                              | Leora Barish och Henry Bean                                                                        |                                                              |
| Blood Rayne                                                   | Guinevere Turner                                                                                   |                                                              |
| Lady in the Water                                             | M. Night Shyamalan                                                                                 |                                                              |
| Little Man                                                    | Keenan Ivory, Marlon och Shawn Wayans                                                              |                                                              |
| The Wicker Man                                                | Neil LaBute, (Adapterat manus från ett tidigare manus av Anthony Shaffer)                          |                                                              |
| 2007 (28:e)                                                   | |                                                              |
| I Know Who Killed Me                                          | Jeffrey Hammond                                                                                    |                                                              |
| Kollopapporna                                                 | Geoff Rodkey, David J. Stem och David N. Weiss                                                     |                                                              |
| Epic Movie                                                    | Jason Friedberg och Aaron Seltzer                                                                  |                                                              |
| Härmed förklarar jag er Chuck och Larry                       | Barry Fanaro, Alexander Payne och Jim Taylor                                                       |                                                              |
| Norbit                                                        | Eddie och Charlie Murphy samt Jay Sherick och David Ronn                                           |                                                              |
| 2008 (29:e)                                                   | |                                                              |
| The Love Guru                                                 | Mike Myers och Graham Gordy                                                                        |                                                              |
| Disaster Movie och Meet the Spartans (Nominerade tillsammans) | Jason Friedberg och Aaron Seltzer                                                                  |                                                              |
| The Happening                                                 | M. Night Shyamalan                                                                                 |                                                              |
| The Hottie and the Nottie                                     | Heidi Ferrer                                                                                       |                                                              |
| In the Name of the King                                       | Doug Taylor                                                                                        |                                                              |
| 2009 (30:e)                                                   | |                                                              |
| Transformers: De besegrades hämnd                             | Ehren Kruger, Alex Kurtzman och Roberto Orci                                                       |                                                              |
| All About Steve                                               | Kim Barker                                                                                         |                                                              |
| G.I. Joe: The Rise of Cobra                                   | Stuart Beattie, David Elliot och Paul Lovett                                                       |                                                              |
| Land of the Lost                                              | Chris Henchy och Dennis McNicholas                                                                 |                                                              |
| The Twilight Saga: New Moon                                   | Melissa Rosenberg                                                                                  |                                                              |

## 2010-talet
| År                                                            | Film                                                                                          | Manusörfattare                    |
| 2010 (31:a)                                                   |                                                                                               |                                   |
| ------------------------------------------------------------- | --------------------------------------------------------------------------------------------- | --------------------------------- |
| 2010 (31:a)                                                   | The Last Airbender                                                                            | M. Night Shyamalan                |
| 2010 (31:a)                                                   | Little Fockers                                                                                | John Hamburg och Larry Stuckey    |
| 2010 (31:a)                                                   | Sex and the City 2                                                                            | Michael Patrick King              |
| 2010 (31:a)                                                   | The Twilight Saga: Eclipse                                                                    | Melissa Rosenberg                 |
| 2010 (31:a)                                                   | Vampyrer suger                                                                                | Jason Friedberg och Aaron Seltzer |
| 2011 (32:a)                                                   |                                                                                               |                                   |
| Jack and Jill                                                 | Steve Koren, Adam Sandler och Ben Zook                                                        |                                   |
| Bucky Larson: Born to Be a Star                               | Adam Sandler, Allen Covert och Nick Swardson                                                  |                                   |
| New Year's Eve                                                | Katherine Fugate                                                                              |                                   |
| Transformers: Dark of the Moon                                | Ehren Kruger                                                                                  |                                   |
| The Twilight Saga: Breaking Dawn - Part 1                     | Melissa Rosenberg                                                                             |                                   |
| 2012 (33:e)                                                   |                                                                                               |                                   |
| That's My Boy                                                 | David Caspe                                                                                   |                                   |
| Atlas Shrugged: Part II                                       | Duke Sandefur, Brian Patrick O'Toole och Duncan Scott                                         |                                   |
| Battleship                                                    | Jon och Erich Hoeber                                                                          |                                   |
| A Thousand Words                                              | Steve Koren                                                                                   |                                   |
| The Twilight Saga: Breaking Dawn - Part 2                     | Melissa Rosenberg och Stephenie Meyer                                                         |                                   |
| 2013 (34:e)                                                   |                                                                                               |                                   |
| Movie 43                                                      | Ändlösa manusförfattare                                                                       |                                   |
| After Earth                                                   | M. Night Shyamalan och Gary Whitta                                                            |                                   |
| Grown Ups 2                                                   | Adam Sandler, Tim Herlihy och Fred Wolf                                                       |                                   |
| The Lone Ranger                                               | Justin Haythe, Ted Elliott, Terry Rossio och Justin Haythe                                    |                                   |
| A Madea Christmas                                             | Tyler Perry                                                                                   |                                   |
| 2014 (35:e)                                                   |                                                                                               |                                   |
| Saving Christmas                                              | Darren Doane och Cheston Hervey                                                               |                                   |
| Left Behind                                                   | Paul LaLonde och John Patus                                                                   |                                   |
| Sex Tape                                                      | Kate Angelo, Jason Segel och Nicholas Stoller                                                 |                                   |
| Teenage Mutant Ninja Turtles                                  | Evan Daugherty, Andre Nemec och Josh Appelbaum                                                |                                   |
| Transformers: Age of Extinction                               | Ehren Kruger                                                                                  |                                   |
| 2015 (36:e)                                                   |                                                                                               |                                   |
| Fifty Shades of Grey                                          | Kelly Marcel                                                                                  |                                   |
| Fantastic Four                                                | Jeremy Slater, Simon Kinberg och Josh Trank                                                   |                                   |
| Jupiter Ascending                                             | Syskonen Wachowski                                                                            |                                   |
| Paul Blart: Mall Cop 2                                        | Nick Bakay och Kevin James                                                                    |                                   |
| Pixels                                                        | Tim Herlihy och Timothy Dowling                                                               |                                   |
| 2016 (37:e)                                                   |                                                                                               |                                   |
| Batman v Superman: Dawn of Justice                            | Chris Terrio och David S. Goyer                                                               |                                   |
| Dirty Grandpa                                                 | John M. Phillips                                                                              |                                   |
| Gods of Egypt                                                 | Matt Sazama och Burk Sharpless                                                                |                                   |
| Hillary's America: The Secret History of the Democratic Party | Dinesh D'Souza och Bruce Schooley                                                             |                                   |
| Independence Day: Återkomsten                                 | Dean Devlin, Roland Emmerich, James Vanderbilt, James A. Woods och Nicolas Wright             |                                   |
| Suicide Squad                                                 | David Ayer                                                                                    |                                   |
| 2017 (38:e)                                                   |                                                                                               |                                   |
| The Emoji Movie                                               | Tony Leondis, Eric Siegel och Mike White                                                      |                                   |
| Baywatch                                                      | Damian Shannon, Mark Swift, Jay Scherick, David Ronn, Thomas Lennon och Robert Ben Garant     |                                   |
| Fifty Shades Darker                                           | Niall Leonard                                                                                 |                                   |
| The Mummy                                                     | David Koepp, Christopher McQuarrie, Dylan Kussman, Jon Spaihts, Alex Kurtzman och Jenny Lumet |                                   |
| Transformers: The Last Knight                                 | Art Marcum, Matt Holloway, Ken Nolan och Akiva Goldsman                                       |                                   |